# Johann Kaspar Steube
Johann Kaspar Steube (* 25. Januar 1747 in Gotha; † 12. April 1795 in Stedtfeld, heute ein Stadtteil von Eisenach in Thüringen) war ein deutscher Schuhmacher, Soldat, Sprachlehrer und Schriftsteller.

## Leben
Johann Kaspar Steube war Sohn eines Fleischers. Da sein Vater bereits früh die Familie verließ, nach Ceylon, dem heutigen Sri Lanka, auswanderte und dort starb, lebte Steube mit seiner Mutter in ärmlichen Verhältnissen und begann eine Lehre als Schuhmacher.

### Als Matrose nach Malaya

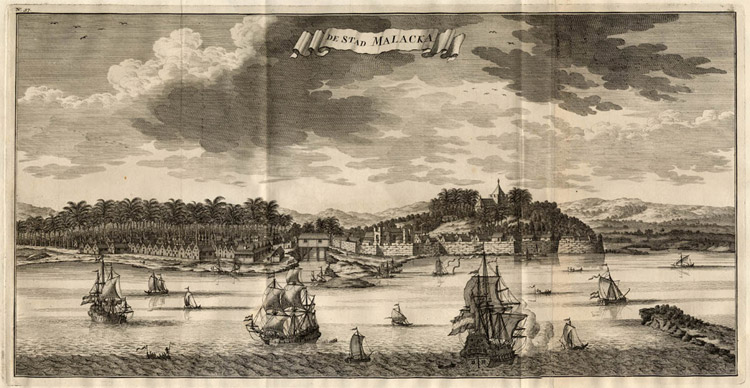
Malacka auf der Halbinsel Malaya im 18. Jahrhundert

Auf seiner Gesellenwanderung ging er in Stralsund, das damals zum Königreich Schweden gehörte, in schwedische Kriegsdienste. Steube diente zunächst als Korporal und später als Unteroffizier im Leibregiment der Königin. Als er einen Gegner im Duell lebensgefährlich verwundete, flüchtete er in die Vereinigten Niederlande und fuhr als Bottelier (Proviantmeister) eines Kriegsschiffes auf einer neunzehnmonatigen Fahrt über Marokko nach Malakka auf der malaiischen Halbinsel.
Nach seiner Rückkehr bereiste er zunächst die Niederlande, heuerte auf einem Handelsschiff an und gelangte nach Livorno an der toskanischen Küste. Dort arbeitete er zunächst als Schuhmacher, lernte italienisch und besuchte Rom und Florenz. In Florenz arbeitete er als Kammerdiener und trat in Cremona als Fourier in das kaiserliche Heer ein.

### Soldat und Gastwirt im Banat

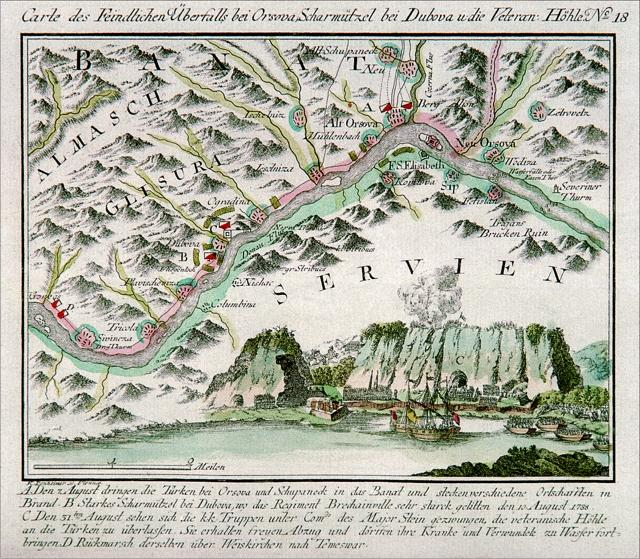
Das türkisch-österreichische Grenzgebiet um Orșova im 18. Jahrhundert

Als er nach zwei Jahren an Gicht erkrankte, wurde er als Halbinvalide in das Gebiet der Banater Militärgrenze versetzt, ein Abschnitt der Habsburger Militärgrenze, der in den heutigen Staaten Rumänien, Serbien und Ungarn lag. Dort diente er in der Garnison des Grenzortes Schuppaneck im Tal der Cerna, nahe der Stadt Orșova. Die Cerna bildete die östliche Grenze der Habsburgermonarchie zum Osmanischen Reich. Der Ort Schuppaneck (rumänisch Jupalnic) wurde in den 1960er Jahren beim Bau des Donaukraftwerkes Eisernes Tor durch den Djerdapsee überflutet.
Nach einigen Jahren nahm er seinen Abschied vom Militärdienst, um eine Soldatenwitwe bei der Führung eines Gasthauses in Temeswar, heute Timișoara in Westrumänien, zu unterstützen. Als die Frau nach 21 Monaten starb, übernahm er die Stelle eines Übersetzers, Hauslehrers und Buchhalters.
Ende des Jahres 1781 reiste er nach Wien, in der Hoffnung, eine sichere Anstellung zu finden. Dort erlebte er im März und April 1782 die Festlichkeiten um den Besuch des Papstes Pius VI. Seine Bemühungen, eine Anstellung in Wien zu finden, hatten keinen Erfolg, und Steube kehrte auf den Rat seines älteren Bruders, des Hofgärtners der Äbtissin des Stiftes Steterburg, im Juni 1782 in seine Heimatstadt Gotha zurück. Dort heiratete er die Tochter seines ehemaligen Lehrmeisters und ließ sich als Schuhmacher nieder.

### Schumacher und Lehrer in Thüringen
In Gotha begann Steube Unterricht in italienischer Sprache zu geben und übersetzte das damals vielgelesene „Noth- und Hülfsbüchlein“ des Aufklärers Rudolph Zacharias Becker (1752–1822) ins Italienische, fand aber trotz der Unterstützung des Weimarer Hofrats und Bibliothekars Christian Joseph Jagemann (1735–1804) keinen Verleger. Nachdem er sich ebenso vergeblich als Dolmetscher, Kammerdiener und Reisebegleiter angeboten hatte, verlegte er sich auf den Handel mit Pelzstiefeln, die er in Leipzig einkaufte und auf der Frankfurter und Kasseler Messe vertrieb.
In jener Zeit verfasste Steube seine Autobiografie und ließ sie 1791 unter dem Titel „Wanderschaften und Schicksale von Johann Caspar S.“ auf eigene Kosten erscheinen. Der bescheidene Wunsch, sich aus dem Ertrag „ein mittelmäßiges Häuschen und einige Stücke Land kaufen zu können“, erfüllte sich nicht. Die „Wanderschaften“ blieben ein finanzieller Misserfolg.
Im Herbst 1791 wurde Steube an die Reinhardtsche Erziehungsanstalt nach Stedtfeld bei Eisenach berufen, wo er junge Engländer in italienischer Sprache unterrichtete. Ein Jahr später bestellte ihn Christian Gotthilf Salzmann (1744–1811) zum „Sprachmeister“ und Schuhmacher seiner philanthropischen Erziehungsanstalt, der heutigen Salzmannschule in Schnepfenthal, heute ein Ortsteil von Waltershausen in Thüringen. Steube kehrte bereits nach sechs Monaten nach Stedtfeld zurück und verfasste dort die Briefe aus dem Banat, die er 1793 ebenfalls im Selbstverlag herausgab. Auch dieses Werk wurde ein wirtschaftlicher Fehlschlag, von dem Steube sich nicht mehr erholte.
Eine letzte Reise führte ihn nach England, um einen erkrankten Schüler in dessen Heimat zu begleiten. Er hielt sich ein halbes Jahr in London auf und fasste dort den Plan, seine Wanderschaften in englischer Übersetzung herauszugeben. Er hatte bereits einen Verleger gefunden und nach seiner Heimkehr mit der Übersetzungsarbeit begonnen, als er erkrankte und am 12. April 1795 starb. Johann Kaspar Steube hinterließ seine Witwe und vier Kinder.

## Werke
- Wanderschaften und Schicksale: Von Amsterdam nach Temiswar. Ettinger, Gotha 1791
- Briefe über das Banat. Wittekindt, Eisenach 1793